# Anatoli Ivánov

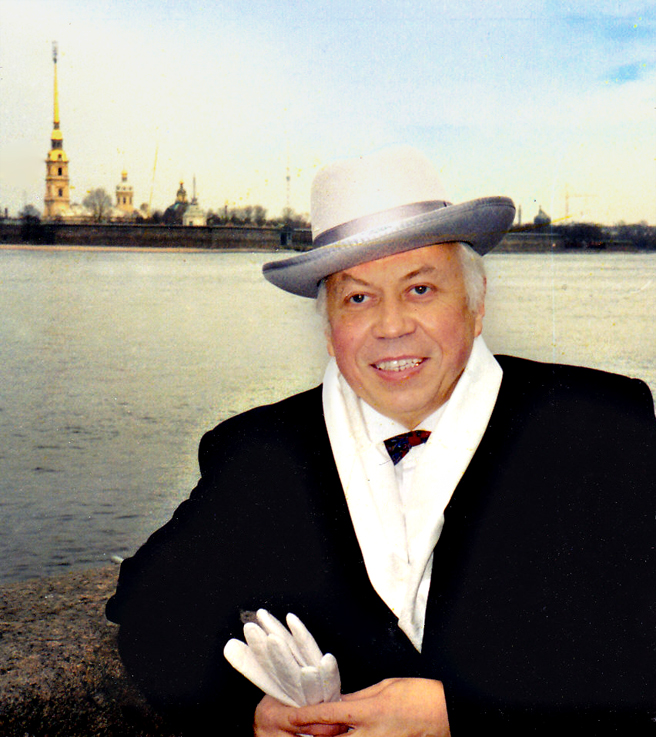
El autor en 2010

Anatoli Vasílievich Ivánov (Leningrado, 26 de junio de 1934 - 2 de abril de 2012, Viena) fue un percusionista, compositor y director ruso.
Fue director de la asociación rusa de percusionistas, miembro de la «Percussive Arts Society» y miembro de la sociedad rusa de autores. Impartió clases en el conservatorio Nikolái Andréyevich Rimski-Kórsakov de San Petersburgo y es uno de los pedagogos más afamados de la escuela rusa de percusión.

## Biografía
Anatoli Ivánov estudió piano y percusión en la escuela de música del conservatorio de Leningrado. En el año 1957 obtuvo el título ante la supervisión de Alekséi Ivánovich Sobolev (rus. Соболев, Алексей Иванович) y Vasili Yevséyevich Osadchuk (rus. Осадчук, Васи́лий Евсеевич).
Desde 1952 trabajó en la orquesta nacional rusa de folk y jazz. Desde 1964 trabajó como percusionista en solitario y como principal percusionista en la orquesta de la Filarmónica de Leningrado bajo la dirección de Yevgeni Mravinski y Yuri Temirkánov.
En los años sesenta desarrolló un programa de organización para conjuntar instrumentos de percusión. En el año 1996 escribió un tratado metódico "Играйте в ансамбле ударных инструментов!" ("Juegue coordinando los instrumentos de percusión"). En el año 1989 fundó un conjunto de percusión "Виват, ударные!", el conjunto obtuvo mucho éxito en los años noventa en los que realizó varios conciertos con composiciones originales de Ivánov y adaptaciones de algunos clásicos. Entre sus alumnos se encuentran artistas destacados como la reconocida Gal Rashé.

## Obra
Entre sus obras se encuentran piezas musicales para las orquestas rusas de folk y jazz, conjunto de percusión, para vibráfono, xilófono, celesta, flauta, piano con orquesta, timbal, conjunto de tuba, siete piezas musicales para timbales con piano etc. Una de sus obras más importantes es la adaptación del "álbum de la juventud" de Piotr Ilich Chaikovski para conjunto de percusión, que fue publicado en el año 1995.